# كلية الآداب (جامعة الإسكندرية)
كلية الآداب بجامعة الإسكندرية هي إحدى كليات جامعة الإسكندرية في جمهورية مصر العربية أنشأت سنة 1939 وكانت وقتها فرعا تابعا لجامعة فؤاد الأول (جامعة القاهرة حاليا)، ثم أصدر قرار إنشاء جامعة فاروق الأول سنة 1942 فأصبحت كلية الآداب أول كلية جامعية بالأسكندرية، وترتكز كلية الآداب على قاعدتين: أولهما قاعدة الدراسات اللغوية والأدبية، وثانيهما قاعدة العلوم الاجتماعية.

## الأقسام والمراكز

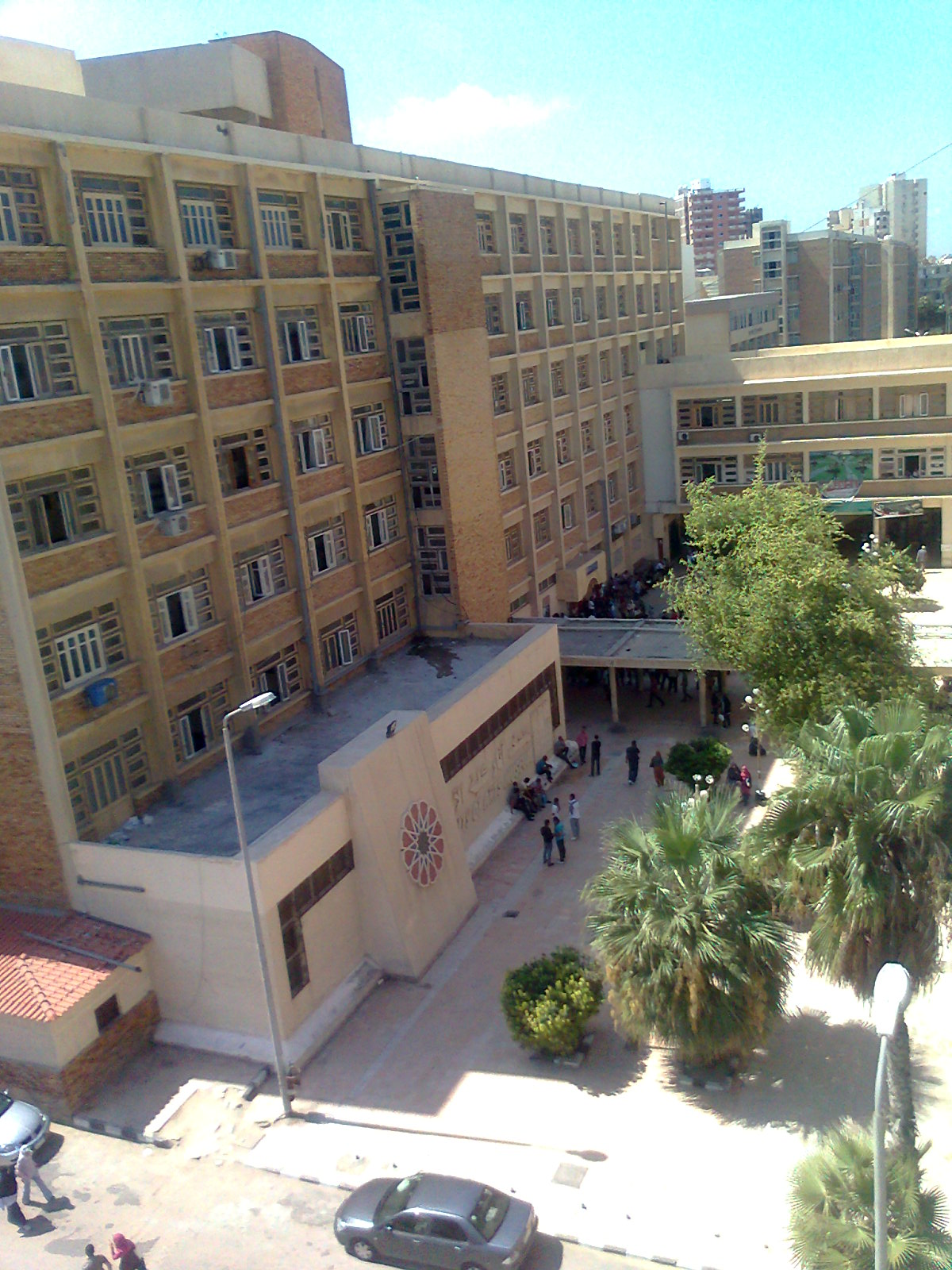
المبنى القبلي

تحتوي كلية الآداب على 15 قسم يدرس مختلف العلوم والدراسات وهي:
- قسم اللغة العربية وآدابها.
- قسم اللغة الإنجليزية وآدابها.
- قسم اللغة الفرنسية وآدابها.
- قسم اللغات الشرقية وآدابها.
- قسم التاريخ والآثار المصرية والإسلامية.
- قسم الجغرافيا ونظم المعلومات الجغرافية.
- قسم الفلسفة.
- قسم علم النفس.
- قسم علم الاجتماع.
- قسم الأنثروبولوجيا.
- قسم الآثار والدراسات اليونانية والرومانية.
- قسم الصوتيات واللسانيات.
- قسم الدراسات المسرحية.
- قسم المكتبات والمعلومات.
- قسم برنامج اللغات التطبيقية.
- قسم الإعلام
- مركز الأثار الغارقة
- مركز التدريب وتكنولوجيا المعلومات
- مركز تعليم اللغة العربية للأجانب
- مركز المكفوفين
- مكتبة الكلية
- متحف الكلية
- الغرفة الذكية
- وحدة ضمان الجودة